# Ketleyn Quadros
Ketleyn Lima Quadros (ur. 1 października 1987) – brazylijska judoczka, brązowa medalistka olimpijska.
Największym sukcesem zawodniczki jest brązowy medal igrzysk olimpijskich w Pekinie w kategorii do 57 kg.
Startowała w Pucharze Świata w latach 2007–2017, 2019 i 2020.